# Notaulix
Notaulix, notaulus, l. mn. notaulices (ang. notaular line) – jedna z pary bruzd na śródtarczce owadów.
Notaulices tworzą podłużne linie biegnące przyśrodkowo wzdłuż śródtarczki (mesoscutum). Biegną od przedniej krawędzi śródtarczki po obu streonach jej linii środkowej i ciągną się ku tyłowi. Często dzielą śródtarczkę na trzy części: płat środkowy pomiędzy nimi i dwa płaty boczne po obu stronach. Linie te mogą przejawiać się jako bruzdy, rowki, rządki szczecinek lub tylko jako granica między polami o różnej barwie. Linie te nawiązują do środkowej granicy miejsca z którego wychodzą "pierwsze mięśnie mesopleuralno-mesonotalne" (ang. first mesopleuro-mesonotal muscle).
Boczne płaty śródtarczki wydzielone przez te linie noszą nazwę parapsides. Jednak Snodgrass zastrzegał w 1935 by nie mylić notaulices z parpsidial lines.